# Le Troncq
Le Troncq é uma comuna francesa na região administrativa da Normandia, no departamento de Eure. Estende-se por uma área de 4,63 km². Em 2010 a comuna tinha 174 habitantes (densidade: 37,6 hab./km²).